# Asker
Asker ist eine Kommune im norwegischen Fylke Akershus. Die Kommune hat 100.492 Einwohner (Stand: 1. Januar 2025) und liegt im Raum Oslo. Der Nordosten der Kommune zählt zum Stadtgebiet Oslos. Mit dem Gutshof Skaugum liegt die Residenz der Familie des norwegischen Kronprinzen in der Kommune.

## Geografie

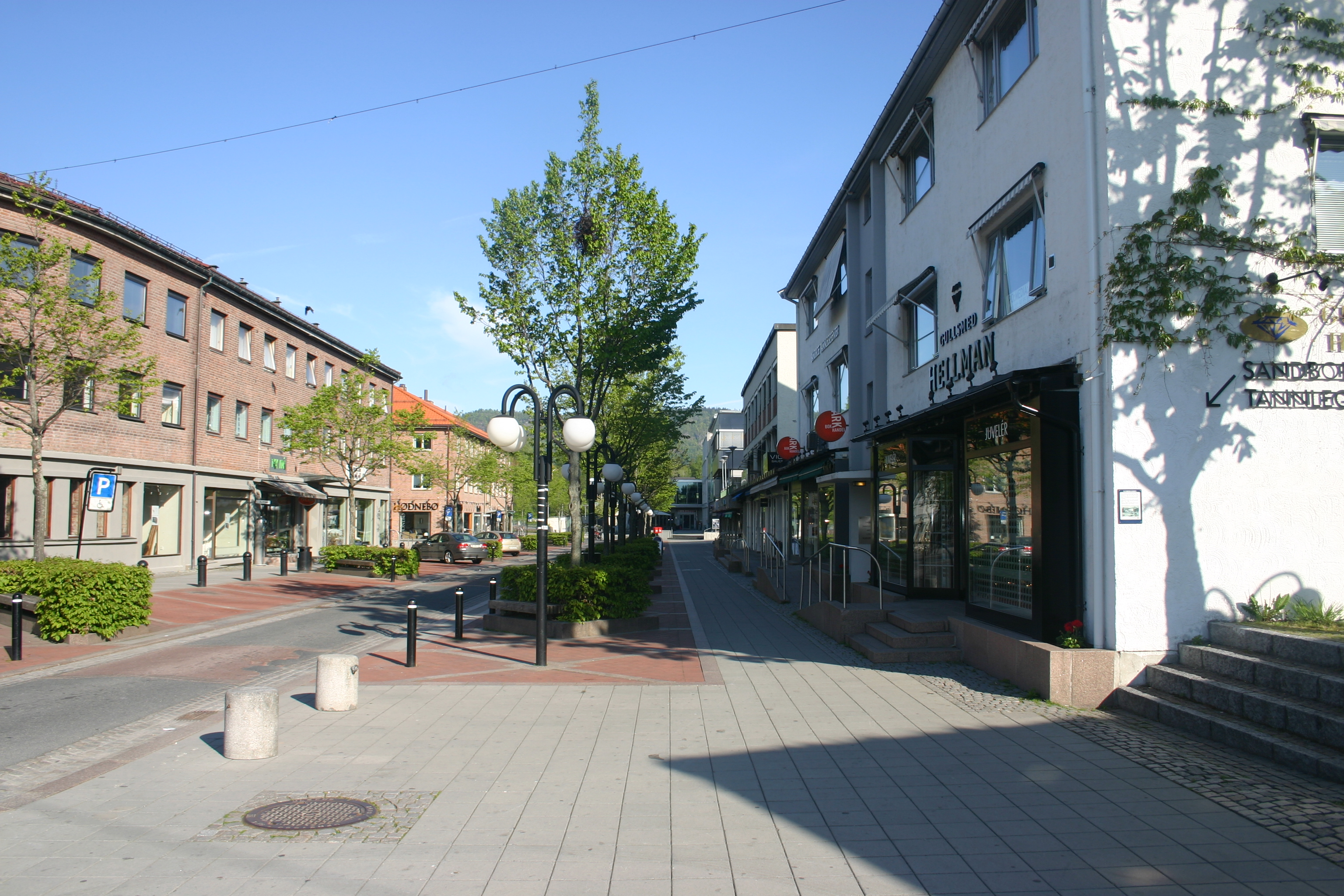
Blick auf das Zentrum von Asker

Asker liegt an der Westseite des Oslofjords, der sich in dieser Gegend von Süden kommend in das Land einschneidet. Die Westgrenze der Kommune verläuft teilweise im Drammensfjord, einem Nebenarm des Oslofjords. Der Drammensfjord schneidet sich einige Kilometer weiter westlich weitgehend parallel zum Oslofjord in das Land ein.
Die Kommune Asker grenzt an die Kommunen Bærum im Norden und Lier im Westen. Vollständig im Drammensfjord verläuft die Westgrenze zur Kommune Drammen. Im Südwesten grenzt Asker im Oslofjord an die zum Fylke Vestfold gelegenen Kommunen Holmestrand und Horten. Die weiteren Gemeindegrenzen im Oslofjord sind im Osten die zu Moss, Vestby, Frogn und Nesodden.
Zur Kommune Asker gehören mehrere Inseln, so etwa die dicht besiedelte Nesøya an der Grenze zu Bærum. In Asker liegen des Weiteren einige Seen. Im Norden befindet sich unter anderem das Semsvannet, im Süden die Seen Sandungen, Rødbyvannet und Langvann. Aus dem Gjellumvannet im Norden fließt der Fluss Åroselva ab. Dieser mündet weiter südlich bei Åros in den Oslofjord. Die Gesamtfläche der Kommune beträgt 376,61 km², wobei Binnengewässer zusammen 12,17 km² ausmachen.
An die städtische Bebauung in Fjordnähe schließt sich die Vestmarka, ein Oslo umgebendes Waldgebiet, an. Die Erhebung Bergsåsen, die in der Vestmarka liegt, stellt mit einer Höhe von 458,67 moh. den höchsten Punkt der Kommune Asker dar.

## Einwohner
Karte der Kommune Asker mit Umgebung
CC BY NC 4.0 Store Norske Leksikon

Link zum Bild

Die Kommune Asker geht in den westlichen Bereich des Großraums Oslo (Stor-Oslo) ein. Die meisten Einwohner leben entlang der Bahnstrecke der Bahnlinie Drammenbanen sowie an der Küste. Die Einwohnerzahlen Askers stiegen wie in der gesamten Region Oslo mit der Zeit stark an.
In Asker liegen mehrere sogenannte Tettsteder, also mehrere Ansiedlungen, die für statistische Zwecke als eine städtische Siedlung gewertet werden. Vom Tettsted Oslo leben 72.368 der insgesamt 1.098.061 Einwohner in der Kommune Asker. Von Drammen sind es 4228 der insgesamt 124.540 Einwohner und von Svelvik 131 der insgesamt 4235 Einwohner. Vollständig in Asker liegen Konglungen mit 282, Nærsnes mit 1581, Røyken mit 4030, Hyggen mit 730, Klokkarstua mit 758, Holmsbu mit 266, Sætre mit 6237 und Tofte mit 3158 Einwohnern (Stand: 1. Januar 2024).
Die Einwohner der Kommune werden Askerbøring genannt. Asker hat weder Nynorsk noch Bokmål als offizielle Sprachform, sondern ist in dieser Frage neutral.
| Jahr          | 1986   | 1990   | 1995   | 2000   | 2005   | 2010   | 2015   | 2020   | 2025    |
| ------------- | ------ | ------ | ------ | ------ | ------ | ------ | ------ | ------ | ------- |
| Einwohnerzahl | 60.394 | 63.577 | 67.309 | 73.892 | 76.937 | 82.562 | 89.974 | 94.441 | 100.492 |

## Geschichte
Die erste Siedlung entstand in Asker nach der letzten Kaltzeit. Ab der Eisenzeit entstanden auf dem Gebiet der heutigen Kommune erste Höfe. Viele der Höfe wurden während des Bevölkerungsrückgangs aufgrund des Schwarzen Todes aufgegeben. Im 17. und 18. Jahrhundert war die Eisengewinnung in Asker von größerer Bedeutung. Nach dem Bau einer Eisenbahnstrecke nach Heggedal im Jahr 1872 siedelten sich dort verstärkt Industriestätten an. Seit dem 20. Jahrhundert vollzog sich in Asker eine Entwicklung von einem Dorf hin zu einer Kleinstadt.
Die Kommune Asker entstand im Rahmen der Einführung der lokalen Selbstverwaltung im Jahr 1837. Zum 1. Januar 1996 ging ein von etwa 70 Personen bewohntes Gebiet von Asker an die Kommune Røyken über. Zum 1. Januar 2020 änderten sich im Rahmen der landesweiten Kommunalreform die Gemeindegrenzen von Asker. Die beiden Kommunen Røyken und Hurum wurden nach Asker eingemeindet. Hurum und Røyken gehörten zuvor dem Fylke Buskerud an. Nach einer landesweiten Regionalreform gehörte Asker von 2020 bis 2023 zum Fylke Viken. Zum 1. Januar 2019, also ein Jahr vor der Zusammenlegung der drei Kommunen, hatte Asker 61.523, Røyken 22.635 und Hurum 9521 Einwohner.

## Wirtschaft und Infrastruktur

### Verkehr
Durch den Norden der Kommune führt die Europastraße 18 (E18). Die E18 führt in Richtung Nordosten nach Oslo und in Richtung Südwesten zur Stadt Drammen. Der E18-Abschnitt zwischen Drammen und Oslo heißt auch Drammensveien. Die Strecke gilt als der am stärksten befahrene Straßenabschnitt Norwegens. Aus der auf der Ostseite des Oslofjords gelegenen Kommune Frogn führt die Europastraße 134 (E134) durch den Unterwassertunnel Oslofjordtunnel nach Asker. In Asker führt die E134 in den Norden. Die Straße mündet schließlich im Nordwesten der Gemeinde in die E18.
Asker hat einen im Jahr 1872 eröffneten Bahnhof an der Bahnlinie Drammenbanen. Hier beginnt der 1973 eröffnete Lieråsen tunnel. Der Tunnel ist mit 10,7 km Länge Norwegens drittlängster Eisenbahntunnel.

### Wirtschaft
Für den Industriesektor der Kommune ist die elektronische Industrie von großer Bedeutung. Da auch im Bereich der IT- und Erdölindustrie viele Hightechfirmen in Asker angesiedelt sind, hat die Gegend auch den Beinamen Engineering Valley erhalten. Asker stellt mit vielen ansässigen Einzelhändlern sowie dem Holmen Senter zudem ein Handelszentrum der Region dar. Für die Landwirtschaft ist vor allem der Anbau von Gemüse, Blumen und Beeren typisch. Von nur geringer Bedeutung ist hingegen die Nutztierhaltung.
Im Jahr 2021 arbeiteten von etwa 49.200 Arbeitstätigen nur zirka 20.100 in Asker selbst. Knapp 13.800 Personen pendelten nach Oslo, rund 7400 nach Bærum. Jeweils über 1000 Pendler waren zudem in den westlichen Nachbargemeinden Drammen und Lier tätig.

## Kirchen

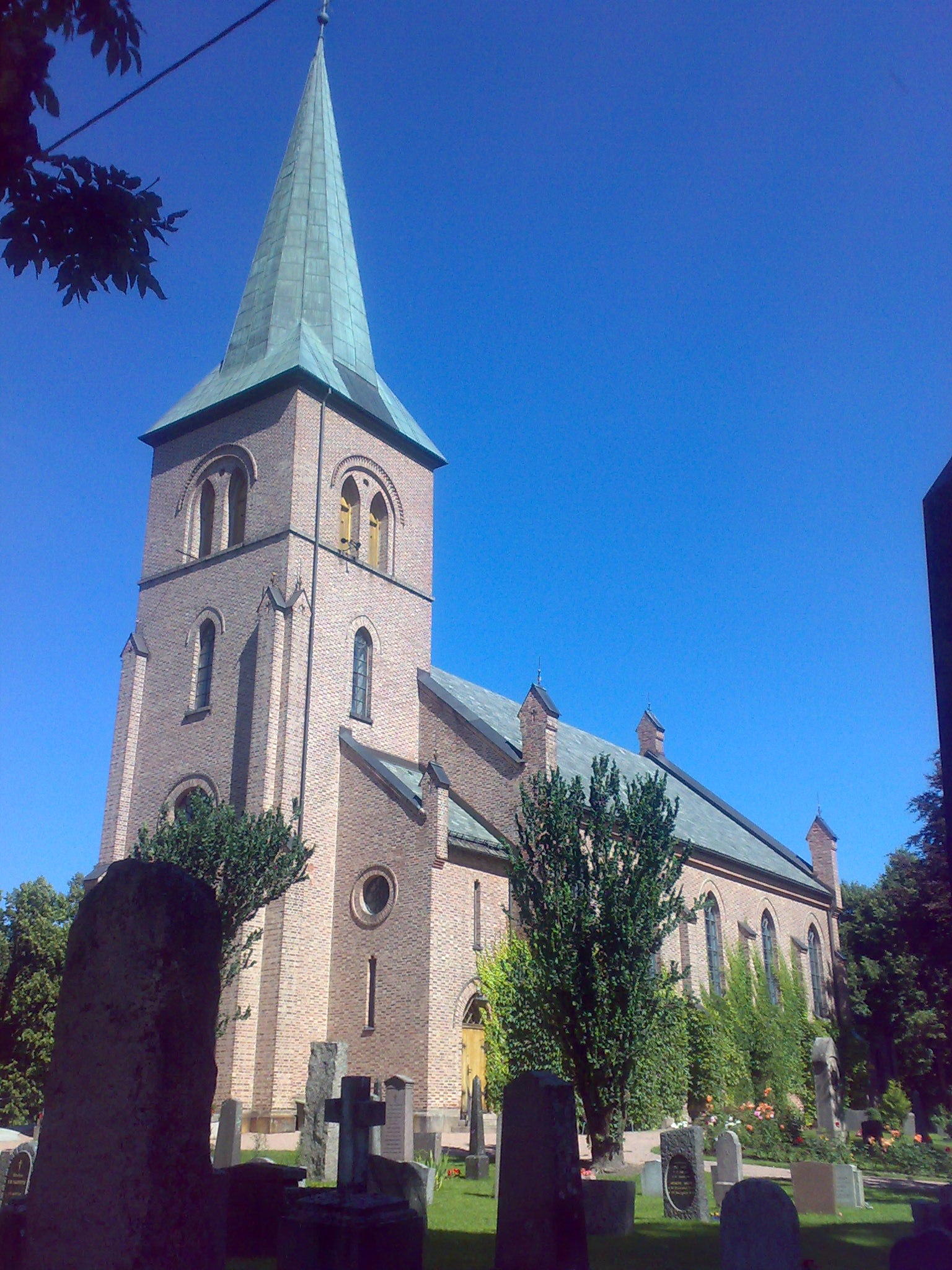
Kirche von Asker

In der Kommune liegen mehrere Kirchen. Die Asker kirke ist eine neugotische Kirche, die im Jahr 1879 fertiggestellt wurde. Sie ersetzte eine Kirche, die zuvor am gleichen Ort abgebrannt war. In den 1950er-Jahren wurde die Asker kirke für die Hochzeit von Ragnhild von Norwegen renoviert. Im September 2020 wurde dort Prinz Sverre Magnus konfirmiert. Bei der Kirche befinden sich mehrere Hügelgräber aus der Eisenzeit.
Die Hurum kirke ist eine steinerne Kirche, die um 1150 erbaut worden ist. Nach einem Brand im Jahr 1686 wurde sie saniert. Zur Kirche gehört ein hölzerner Turm. Aus dem Jahr 1229 ist die Røyken kirke. Weitere Kirchen sind unter anderem die Heggedal kirke aus dem Jahr 1931, die Åros kirke aus dem Jahr 1903 und die 2017 fertiggestellte Teglen kirke.

## Kultur
Das Asker museum umfasst die Häuser von Tilla und Otto Valstad sowie von Hulda und Arne Garborg. Sie waren zu Beginn des 20. Jahrhunderts Mitbegründer eines bedeutenden Künstlermilieus in Asker. In der Kommune befindet sich außerdem der Gutshof Skaugum, die Residenz des norwegischen Kronprinzen. Das Anwesen wurde im Jahr 1905 vom Juristen und Diplomaten Fritz Wedel Jarlsberg gekauft. Nach der Hochzeit von Olav V. mit Märtha von Schweden im Jahr 1929 ging der Hof an das norwegische Königshaus über. Im Jahr 1930 brannte das Anwesen vollständig ab, woraufhin es neu aufgebaut wurde.

## Sport
Sportliches Aushängeschild der Kommune ist der Frauenfußballverein Asker FK (Asker SK). Der Verein wurde bisher sechsmal norwegischer Meister und fünfmal Pokalsieger. Nach einem Zwangsabstieg spielt die Mannschaft seit 2007 wieder in der Toppserien, der höchsten Spielklasse. Im Jahr 2009 wurde die erste Mannschaft aufgelöst und in den Verein Stabæk IF eingegliedert, der Unterbau tritt weiterhin als Asker FK auf.
Die Herrenmannschaft tritt unter dem Namen Asker Fotball auf und spielt 2011 das erste Mal in der zweitklassigen Adeccoligaen.

## Name und Wappen

Altes Wappen von Asker

Asker erhielt nach der Zusammenlegung mit Røyken und Hurum ein neues Wappen. Es zeigt drei silberne Segel auf blauem Hintergrund. Das alte Wappen zeigte auf grünem Hintergrund drei silberne sogenannte Askekaller. Dabei handelt es sich um speziell zugeschnittene Eschen, die als Tierfutter dienten. Der Gemeindename leitet sich vom altnordischen Askar ab, wobei es sich um die Mehrzahl von ask (deutsch Esche) handelt.

## Persönlichkeiten

### Söhne und Töchter der Kommune
- Catharine Hermine Kølle (1788–1859), Reisende und Künstlerin
- Axel Ender (1853–1920), Maler und Bildhauer
- Otto Valstad (1862–1950), Maler und Kunstsammler
- Einar Gerhardsen (1897–1987), ehemaliger Ministerpräsident
- Dagny Berger (1903–1950), Pilotin
- Knut Lunde (1905–1960), Nordischer Kombinierer
- Kristian Johansson (1907–1984), Skispringer
- Grete Nordrå (1924–2012), Schauspielerin
- Johan Ferner (1927–2015), Silbermedaillengewinner im Segeln 1952, Ehemann von Prinzessin Astrid von Norwegen
- Gunder Gundersen (1930–2005), Nordischer Kombinierer
- Torbjørn Yggeseth (1934–2010), Skispringer
- Arne Larsen (* 1937), Skisportler
- Harald V. (* 1937), seit 1991 König von Norwegen
- Walter Rothholz (* 1943), deutsch-norwegischer Politikwissenschaftler
- Tore Berger (* 1944), Kanute
- Tor Fretheim (1946–2018), Schriftsteller
- Odd Hammernes (* 1948), Skispringer
- Espen Rud (* 1948), Jazzschlagzeuger
- Inghill Johansen (* 1958), Schriftstellerin
- Trude Teige (* 1960), Schriftstellerin und Journalistin
- Simen Agdestein (* 1967), Schachspieler, Fußballspieler
- Anniken Ramberg Krutnes (* 1968), Diplomatin
- Halvard Hanevold (1969–2019), Biathlet
- Kåre Conradi (* 1972), Schauspieler
- Tone Gunn Frustøl (* 1975), Fußballspielerin
- Ragnhild Gylver (* 1983), Schriftstellerin
- Live Foyn Friis (* 1985), Pop-Jazz-Sängerin und Songwriterin
- Ingvild Snildal (* 1988), Schwimmerin
- Anna-Lisa Kumoji (* 1990), Sängerin und Musicaldarstellerin
- Scott Winkler (1990–2013), Eishockeyspieler
- Ida Njåtun (* 1991), Eisschnellläuferin
- Simen Grimsrud (* 1992), Skispringer
- Michael Haga (* 1992), Eishockeyspieler
- Sondre Solholm Johansen (* 1995), Fußballspieler
- Kristin Lysdahl (* 1996), Skirennläuferin
- Sander Berge (* 1998), Fußballspieler
- Marte Juuhl Svensson (* 2001), Handballspielerin

### Persönlichkeiten mit Bezug zur Kommune
- Arne Garborg (1851–1924), Schriftsteller
- Johan Anker (1871–1940), Yachtkonstrukteur, Olympiasieger im Segeln 1912 und 1928
- Tilla Valstad (1871–1957), Schriftstellerin
- Wencke Myhre (* 1947), Schlagersängerin; lebt in Nesøya in der Kommune Asker
- Kjell Inge Røkke (* 1958), Geschäftsmann
- Morten Harket (* 1959), Musiker, Sänger und Komponist
- Vigdis Hjorth (* 1959), Schriftstellerin
- Helge Lund (* 1962), Manager
- Tom Stiansen (* 1970), Skifahrer, Slalomweltmeister
- Haakon von Norwegen (* 1973), Kronprinz
- Andreas Ygre Wiig (* 1981), Snowboarder; wuchs in Asker auf